# Bảo tàng Thành phố ở Świętochłowice
Bảo tàng Thành phố ở Świętochłowice (tiếng Ba Lan: Muzeum Miejskie w Świętochłowicach) là một bảo tàng tọa lạc tại Świętochłowice, Ba Lan. Phương châm hoạt động của Bảo tàng là thu thập và giới thiệu các hiện vật và kỷ vật có liên quan đến lịch sử của thành phố và Thượng Silesia.

## Lịch sử hình thành
Trong giai đoạn giữa hai cuộc chiến tranh, hai cha con Łukasz và Stanisław Wallis trong nhiều năm đã thu thập các hiện vật có giá trị lịch sử về quá khứ của người Ba Lan ở Thượng Silesia. Sở Quận ở Świętochłowice đánh giá cao tầm quan trọng của các bộ sưu tập này nên đã khởi xướng việc thành lập Bảo tàng Quận. Thành quả là Bảo tàng Quận được thành lập vào ngày 12 tháng 3 năm 1925.
Ngày 21 tháng 7 năm 1977, Phòng Khu vực Thành phố được thành lập theo khởi xướng của các thành viên của Hội những người yêu thích Świętochłowice, với sự hỗ trợ của chính quyền thành phố. Trụ sở được chọn là tòa nhà lịch sử ở số 14 Phố Dworcowa. Bốn năm sau, Phòng Khu vực Thành phố được đổi tên thành Bảo tàng Xã hội Khu vực, về sau tiếp tục được đổi thành Bảo tàng Thành phố (vào ngày 16 tháng 5 năm 1991).
Năm 2012, các bộ sưu tập của Bảo tàng Thành phố được chuyển đến tòa nhà nơi trước đây từng là một bệnh xá, tọa lạc tại Phố Szpitalna. Đồng thời, theo nghị quyết của Hội đồng thành phố tại Świętochłowice ngày 18 tháng 7 năm 2012, Bảo tàng Thành phố được đổi tên thành Bảo tàng Khởi nghĩa Silesian. Tòa nhà từng là trụ sở của Bảo tàng ở số 14 Phố Dworcowa đã bị dỡ bỏ vào đầu năm 2015.